# 2019 en sport
Cet article présente les faits marquants de l'année 2019 en sport.

## Principaux événements sportifs de l'année 2019

### Par dates(date de début)

#### Janvier
- 1er janvier : 11e édition de la Classique hivernale de la LNH, disputée au Notre Dame Stadium, sur le campus de l'université Notre-Dame à South Bend dans l'Indiana.
- 6 - 17 janvier : 41e édition du Rallye Dakar, se déroulant pour la onzième année consécutive en Amérique du Sud. L'épreuve part et arrive à Lima, capitale du Pérou, après un parcours plus court en 10 étapes (au lieu de 14 habituellement) pour un total de 5 000 km dont 3 000 km de spéciales, sans quitter le pays. Ce sera la première fois de son histoire que le Dakar se déroule dans un seul et unique pays.
- 10 - 27 janvier : 26e édition du Championnat du monde masculin de handball au Danemark et en Allemagne.
- 15 janvier : création du LC St-Mihiel dans la ville de Saint-Mihiel (Meuse).
- 15 - 20 janvier : 21e édition du Tour Down Under, course cycliste par étapes entre Adélaïde et Willunga Hill en Australie, première épreuve de l'UCI World Tour 2019.
- 21 - 27 janvier : 111e édition des Championnats d'Europe de patinage artistique, à Minsk en Biélorussie.
- 22 - 27 janvier : 49e édition du Rallye Monte-Carlo, 1re manche du Championnat du monde des rallyes.
- 26 - 27 janvier : 57e édition des 24 Heures de Daytona, disputées sur le Daytona International Speedway, première manche du WeatherTech SportsCar Championship.

#### Février
- 1er février - 10 février :  Championnats du monde de ski freestyle et de snowboard à Park City aux États-Unis.
- 1er février - 16 mars : 125e édition du Tournoi des Six Nations de rugby à XV en Europe occidentale.
- 5 février - 17 février : 45e édition des championnats du monde de ski alpin, à Åre, en Suède.
- 16 : Mikaela Shiffrin remporte à Åre son quatrième titre mondial du slalom d'affilée, ce qu'aucun skieur ou skieuse n'a réalisé avant elle.

#### Mars
- 17 mars : 49e édition du Grand Prix d'Australie de Formule 1, sur le circuit de l'Albert Park, à Melbourne, première manche du championnat 2019.
- 31 mars : 15e édition du Grand Prix de Bahreïn de Formule 1, sur le circuit international de Sakhir, à Manama, la capitale de Bahreïn, 2e manche du championnat 2019.

#### Avril
- 14 avril : 15e édition du Grand Prix de Chine de Formule 1, sur le circuit international de Shanghai à Shanghai, 3e manche du championnat 2019.
- 28 avril : 3e édition du Grand Prix d'Azerbaïdjan de Formule 1, sur le circuit urbain de Bakou, 4e manche du championnat 2019.

#### Mai
- 11 mai : Début de la 102e édition du Tour d'Italie.
- 11 mai : 24e finale de la Coupe d'Europe de rugby à XV, au St James' Park de Newcastle upon Tyne au Royaume-Uni.
- 12 mai : 51e édition du Grand Prix d'Espagne de Formule 1, sur le circuit de Barcelone, à Montmeló, au nord de Barcelone, en Catalogne, 5e manche du championnat 2019.
- 15 mai : Lindsey Vonn reçoit le Prix Princesse des Asturies.
- 26 mai : 66e édition du Grand Prix de Monaco de Formule 1, sur le circuit de Monaco, 6e manche du championnat 2019.
- 26 mai : 103e édition des 500 miles d'Indianapolis, sur l'Indianapolis Motor Speedway, 6e manche du championnat IndyCar 2019.
- 29 mai : 48e finale de la Ligue Europa de football, au stade olympique de Bakou, en Azerbaïdjan.

#### Juin
- 1er juin : 64e finale de la Ligue des champions de l'UEFA de football, à l'Estadio Metropolitano de Madrid, en Espagne.
- 2 juin : Fin de la 102e édition du Tour d'Italie, à Vérone.
- Du 7 juin au 7 juillet : 8e édition de la Coupe du monde féminine de football qui se déroule en France. Le match d'ouverture se déroulera au Parc des Princes[1] tandis que les demi-finales ainsi que la finale se déroulent au Parc Olympique lyonnais d'une capacité de 58 000 places.
- 9 juin : 50e édition du Grand Prix du Canada de Formule 1, sur le circuit Gilles-Villeneuve, sur l'Île Notre-Dame à Montréal, 7e manche du championnat 2019.
- 15-16 juin : 87e édition des 24 Heures du Mans, 8e et dernière manche du Championnat du monde d'endurance FIA 2018-2019.
- 21 juin au 30 juin : 2e édition des Jeux européens, à Minsk en Biélorussie.
- 21 juin au 19 juillet : 32e édition de Coupe d'Afrique des nations, en Egypte.
- 23 juin : 50e édition du Grand Prix de France de Formule 1, sur le circuit Paul-Ricard, situé du Castellet, dans le du département du Var, 8e manche du championnat 2019.
- 24 juin : La candidature de Milan/Cortina d'Ampezzo est choisi pour l'organisation des Jeux olympiques d'hiver de 2026 avec 47 voix pour la candidature italienne et 34 pour celle de Stockholm/Åre.
- 30 juin : 32e édition du Grand Prix d'Autriche de Formule 1, sur le circuit de Spielberg, en Styrie, 9e manche du championnat 2019.

#### Juillet
- Du 3 au 7 juillet : Championnats d'Europe juniors de natation 2019
- Du 6 au 28 juillet : 106e édition du Tour de France cycliste. Le départ a lieu à Bruxelles en hommage au cinquantenaire de la première victoire sur le Tour d'Eddy Merckx. C'est Egan Bernal qui remporte la course.
- 14 juillet : Lewis Hamilton remporte la 70e édition du Grand Prix de Grande-Bretagne de Formule 1, sur le circuit de Silverstone, dans le Northamptonshire, 10e manche du championnat 2019.
- 20 juillet : Emma-Claire Fierce devient la première française à effectuer la traversée du détroit du Tsugaru au Japon, à la nage en maillot de bain en 9 h 51
- 28 juillet : 64e édition du Grand Prix d'Allemagne de Formule 1, sur le circuit d'Hockenheimring, dans le Land de Bade-Wurtemberg, 11e manche du championnat 2019.

#### Août
- 4 août : 34e édition du Grand Prix de Hongrie de Formule 1, sur le Hungaroring, près de Budapest, 12e manche du championnat 2019.
- Du 6 août au 11 août : 25e édition des Championnats d'Europe de cyclisme sur route à Alkmaar aux Pays-Bas[2].
- Du 6 août au 11 août : 28e édition des Championnats d'Europe de pentathlon moderne à Bath, au Royaume-Uni.
- Du 15 août au 25 août : 56e édition du Tour de l'Avenir qui est ouverte aux coureurs espoirs de moins de 23 ans. La course a lieu en France entre Marmande et La Corbière sur un parcours total de 1071,5 kilomètres.
- Du 16 août au 24 août : 17e édition du Championnat d'Europe de hockey sur gazon masculin à Anvers en Belgique.
- Du 15 août au 25 août : 14e édition du Championnat d'Europe de hockey sur gazon féminin à Anvers en Belgique.
- Du 19 août au 31 août : 12e édition des Jeux africains à Rabat au Maroc.
- Du 19 août au 31 août : 25e édition des Championnats du monde de badminton à Bâle en Suisse.
- Du 24 août au 15 septembre : 74e édition du Tour d'Espagne qui passe par Andorre et la France.
- Du 25 août au 1er septembre : 49e édition des Championnats du monde d'aviron, à Ottensheim, en Autriche.
- Du 25 août au 1er septembre : 37e édition des Championnats du monde de judo, à Tokyo au Japon.
- Du 26 août au 8 septembre : 136e édition de l'US Open, à l'USTA National Tennis Center, de Flushing Meadows à New York.
- Du 31 août au 15 septembre : Coupe du monde de basket-ball masculin 2019 en Chine

#### Septembre
- 1er septembre : 64e édition du Grand Prix de Belgique de Formule 1, sur le circuit de Spa-Francorchamps, dans la province de Liège, 13e manche du championnat 2019.
- 8 septembre : 70e édition du Grand Prix d'Italie de Formule 1, sur le circuit de Monza, près de Milan, 14e manche du championnat 2019.
- Du 12 septembre au 29 septembre : 31e édition du championnat d'Europe masculin de volley-ball qui a lieu en France, en Belgique, aux Pays-Bas et en Slovénie.
- Du 14 septembre au 29 septembre : 31e édition des championnats du monde de lutte qui ont lieu à Noursoultan au Kazakhstan au complexe sportif Daulet[3].
- Du 20 septembre au 2 novembre : 9e édition de la coupe du monde de rugby à XV au Japon. Le match d'ouverture a lieu au Stade Ajinomoto à Tokyo, tandis que les demi-finales ainsi que la finale ont lieu à Yokohama au Stade Nissan d'une capacité de 72 000 places.
- Du 22 septembre : 12e édition du Grand Prix de Singapour de Formule 1, sur le circuit urbain de Singapour, 15e manche du championnat 2019.
- Du  22 au 29 septembre : 86e édition des Championnats du monde de cyclisme sur route à Harrogate, dans le Yorkshire, au Royaume-Uni. C'est la quatrième fois que le Royaume-Uni accueille les championnats du monde sur route.
- Du  29 septembre au 6 octobre : 17e édition des Championnats du monde d'athlétisme à Doha, au Qatar.
- 29 septembre : 6e édition du Grand Prix de Russie de Formule 1, sur l'autodrome de Sotchi, 16e manche du championnat 2019.

#### Octobre
- Du  4 octobre au 13 octobre : 49e édition des Championnats du monde de gymnastique artistique à Stuttgart, en Allemagne.
- 13 octobre : 35e édition du Grand Prix du Japon de Formule 1, sur le circuit de Suzuka, 17e manche du championnat 2019.
- Du 11 au 27 octobre : 11eédition de la Copa Libertadores féminine organisée par la Confédération sud-américaine de football (CONMEBOL) à Quito en Équateur qui oppose seize clubs des différents championnats sud-américains de la saison précédente.
- Du 16 au 20 octobre : 10e édition des championnats d'Europe de cyclisme sur piste organisé par l'Union européenne de cyclisme au sein de l'Omnisport Apeldoorn aux Pays-Bas[4].
- 27 octobre : Départ de la 14e édition de la Transat Jacques-Vabre qui relie Le Havre à Salvador de Bahia au Brésil.
- 27 octobre : 20e édition du Grand Prix du Mexique de Formule 1, sur l'autódromo Hermanos Rodríguez, 18e manche du championnat 2019.

#### Novembre
- 3 novembre : 36e édition du Grand Prix des États-Unis de Formule 1, sur le circuit des Amériques, 19e manche du championnat 2019.
- Du 10 novembre au  17 novembre : 50e édition du Masters de tennis masculin qui réunie les huit meilleurs joueurs disponibles de la saison 2019 de l'ATP en simple. Les huit meilleures équipes de double sont réunies pour la 45e fois.
- 17 novembre : 47e édition du Grand Prix du Brésil de Formule 1, sur l'autodromo José Carlos Pace, 20e manche du championnat 2019.
- Du  30 novembre au 15 décembre : 24e édition du Championnat du monde féminin de handball à Kumamoto et Tokyo au Japon

#### Décembre
- 1er décembre : 10e édition du Grand Prix d'Abou Dabi de Formule 1, sur le circuit Yas Marina, 21e et dernière manche du championnat 2019.
- 11 décembre : l'alpinisme est classé au Patrimoine immatériel de l'humanité par l'UNESCO[5].

## Par sport

### Athlétisme
- 29 août, Rai Benjamin égalise la deuxième meilleure performance de tous les temps en 400 mètres haies, avec 46 s 98, à Zurich, et devient le troisième athlète à descendre sous les 47 secondes.

### Handball
- Du 10 au 27 janvier : 26e édition du championnat du monde masculin en Allemagne et au Danemark. Le Danemark remporte la compétition pour la première fois.
- Le 12 mai :
  - finale de la Ligue des champions féminine
  - finale retour de la Coupe de l'EHF féminine
- Le 18 mai : finale retour de la Coupe de l'EHF masculine
- Le 2 juin : finale de la Ligue des champions masculine
- Du 30 novembre au 15 décembre : 24e édition du championnat du monde féminin  au Japon, sept mois avant Jeux olympiques de Tokyo. La France remet son titre en jeu.

### Rugby à XIII
- 9 juin : à Perpignan, Carcassonne remporte la Coupe de France face à Saint-Estève XIII Catalan 22-6.
- 29 juin : à Albi, Saint-Estève XIII Catalan remporte le Championnat de France face à Carcassonne 32-24.